# Икономика на Исландия
Икономиката на Исландия е малка и подложена на висока волатилност. През 2011 г. брутният вътрешен продукт на страната е 12 милиарда щатски долара, но до 2018 г. се е увеличил до номинален БВП от 27 милиарда щатски долара. При население от 350 000 души това е 55 000 долара на глава от населението, въз основа на оценките на паритета на покупателната способност (ППС). Финансовата криза от 2007–2010 г. доведе до спад в БВП и заетостта, който оттогава беше напълно преобърнат откъм възстановяване, подпомогнато от бума на туризма, започнал през 2010 г. Туризмът представлява повече от 10% от БВП на Исландия през 2017 г. След период на стабилен растеж, икономиката на Исландия се забавя според икономическата перспектива за годините 2018–2020, публикувана от Arion Research през април 2018 г. (Таблица 1)
Исландия има смесена икономика с високи нива на свободна търговия и правителствена намеса. Държавното потребление обаче е по-малко в сравнение с други скандинавски страни. Водноелектрическата енергия е основният източник на домашно и промишлено електроснабдяване в Исландия.
През 90-те години на миналия век Исландия предприе широкообхватни реформи на свободния пазар, които първоначално доведоха до силен икономически растеж. В резултат на това Исландия беше оценена като страна с едно от най-високите нива на икономическа свобода в света, както и на граждански свободи. През 2007 г. Исландия оглави списъка на нациите, класирани по индекса на човешкото развитие и беше една от най-егалитарните според изчислението, предоставено от коефициента на Джини .
От 2006 г. нататък икономиката е изправена пред проблеми на нарастваща инфлация и дефицит по текущата сметка. Отчасти в отговор и отчасти в резултат на предишни реформи, финансовата система се разшири бързо, преди да се срине изцяло в мащабна финансова криза. Исландия трябваше да получи спешно финансиране от Международния валутен фонд и редица европейски държави през ноември 2008 г. Оттогава икономиката се възстанови от 2010 г.

### Сектори
През 2017 г. делът на износа на Исландия се равнява на: туризъм (42%), морски дарове (17%), алуминий (16%), други (24%).

#### Туризъм
Основна статия: Туризъм в Исландия
Туризмът е най-големият експортен сектор на Исландия. Туризмът представлява повече от 33% от БВП на страната през 2019 г. Исландия е една от най-зависимите от туризма страни на земята. През октомври 2017 г. в сектора на туризма са били пряко заети около 26 800 души, като общият брой на заетите в страната е 186 900.
В началото на периода на растеж около 2010 г. туризмът се възползва от слабия ISK, но силният ISK сега охлажда сектора. От 2010 г. насам посещенията на туристи в Исландия са се увеличили с 378%.
Производство на електроенергия
Исландия е най-големият производител на електроенергия на глава от населението в света.  (Норвегия е на второ място, като генерира приблизително половината от енергията на глава от населението в сравнение с Исландия). Графиката вдясно показва годишното производство на електроенергия в Исландия от 1985 г. до 2021.
Въпреки че Исландия започва да използва своята хидроенергия още в началото на 20-ти век, но едва в края на 60-те години изобилният исландски източник на хидроенергия привлича чуждестранни инвестиции. Първата голяма водноелектрическа централа в Исландия е построена във връзка с изграждането на алуминиев завод в Югозападна Исландия заедно с още няколко такива през 70-те и 80-те години на миналия век. 
По-късно геотермалната енергия в Исландия също се превръща във важен източник за производство на електроенергия. Днес тя представлява повече от 1/4 от общото производство на електроенергия.
Почти цялата електроенергия в Исландия се произвежда чрез използване на възобновяеми източници (хидро и геотермални). Изкопаемите горива представляват по-малко от 1% от производството на електроенергия. По този начин електричеството, генерирано от изкопаеми горива, почти не може да се види на графиката. Общо около 85 процента от основното енергийно снабдяване в Исландия се получава от местно произведени възобновяеми енергийни източници.
Втората графика (вляво) илюстрира производството на електроенергия в Исландия всяка година в периода 1990-2011. Голямо увеличение на производството може да се види през 2008 г. Това беше годината, когато хидроелектрическата централа Kárahnjúkar / Fljótsdalur стартира дейност. Станцията представлява почти 1/3 от целия настоящ водноелектрически капацитет в Исландия (690 MW от общо 1986 MW).
За достъп до повече статистическа информация за исландския енергиен сектор, Исландската национална енергийна агенция (NEA) и Статистическата служба на Исландия (SI) предоставят исторически числа и най-актуални данни Изобилието от електрическа енергия, дължащо се на геотермалните и водноелектрическите източници на Исландия, води до ръст в производствения сектор. 

## Алуминий
Топенето на алуминий е най-важната енергоемка индустрия в Исландия. В момента има три завода в експлоатация с общ капацитет от над 850 000 метрични тона годишно (mtpy) през 2019 г., което поставя Исландия на 11-то място сред нациите, произвеждащи алуминий в света.
Rio Tinto Alcan управлява първия завод за топене на алуминий в Исландия (име на завода: ISAL), в Straumsvík, близо до град Hafnarfjörður. Заводът е в експлоатация от 1969 г. Първоначалният му капацитет е бил 33 000 mtpy, но оттогава е разширяван няколко пъти и сега има капацитет от около 189 000 mtpy.
Вторият завод започва производство през 1998 г. и се управлява от Norðurál, изцяло притежавано дъщерно дружество на базираната в САЩ Century Aluminium Company. Намира се в Grundartangi в Западна Исландия близо до град Akranes. Предишният му капацитет е 220 000 mtpy, но впоследствие е разширено до 260 000 mtpy . През 2012 г. заводът е произвел 280 000 метрични тона, които са оценени на 610 милиона долара или 76 милиарда крони. 4300 гигаватчаса са използвани в производството през тази година, което представлява близо една четвърт от цялата произведена електрическа енергия в страната. През октомври 2013 г. Norðurál обяви началото на петгодишен проект, насочен към увеличаване на производството с още 50 000 т/год.
Базираният в САЩ производител на алуминий Alcoa управлява завод близо до град Reyðarfjörður. Централата, известна като Fjardaál (или „алуминият на фиордите“), има капацитет от 346 000 mtpy и беше пусната в експлоатация през април 2008 г. За да захранва централата, Landsvirkjun построи Kárahnjúkar, водноелектрическа централа с мощност 690 MW . Проектът беше огромен в контекста на исландската икономика, увеличавайки общия инсталиран електрически капацитет от под 1600 MW до около 2300 MW.
Планирани са няколко други проекта за топене на алуминий. Между 2005 г. и 2011 г. Alcoa проведе проучване за осъществимост за втори завод в Исландия близо до Хусавик. Тази централа трябваше да има капацитет от 250 000 т/год, да се захранва изцяло от геотермална енергия, въпреки че по-късни оценки показаха потенциална нужда от други източници на енергия. През октомври 2011 г. Alcoa обяви решението си да отмени проекта Bakki. През 2006 г. Nordurál подписа меморандум за разбирателство с двама исландски производители на геотермална енергия, Hitaveita Suðurnesja и Orkuveita Reykjavíkur, за закупуване на електроенергия за собствения си проект за намаляване на алуминия в Helguvík. Доставяното захранване първоначално ще поддържа производство на алуминий от 150 000 mtpy, което в крайна сметка ще нарасне до 250 000 mtpy.

## Риболов
Рибарството и свързаните с него сектори — през последните години наричани „океанският клъстер“ — доскоро бяха най-важната част от исландската икономика (сега е заменена от туризма), представлявайки общ принос към БВП от 27,1% през 2011 г. В сектора на рибарството работят пряко около 9 000 души (4 900 в риболова и 4 100 в преработката на риба; приблизително 5 процента от работната сила на Исландия), въпреки че се изчислява, че общо между 25 000 и 35 000 души (до 20 процента от работната сила) зависят от океанския клъстер за препитанието си. Много от тези работни места се осигуряват от технологични компании, които произвеждат оборудване за рибарски фирми и от компании, занимаващи се с напреднала обработка на морски продукти или биотехническо производство. За разлика от това, аквакултурата остава много малка индустрия в Исландия, в която работят само около 250 души за производство от 5000 тона.
Исландия е втората по големина риболовна нация в Североизточния Атлантик след Норвегия, след като изпревари Обединеното кралство в началото на 90-те години. От 2006 г. насам исландските риболовни води дават общ улов между 1,1 млн. и 1,4 млн. тона риба годишно, въпреки че това е спад от пика от над 2 млн. тона през 2003 г. Исландия беше засегната от общ спад в добивите от риболов в североизточната част на Атлантическия океан, с еднопосочно намаление от 18% от 2003 г. до 2009 г., въпреки че тази тенденция изглежда е спряна или обърната напоследък.
Треската остава най-важният вид на исландския риболов, с общ улов от 178 516 тона през 2010 г. Този тип дейност е в застой през последните години и е допълнен от улова на син меджид, който се използва главно за преработка . Исландският улов на тази незначителна преди това риба се увеличи от незначителните 369 тона през 1995 г. до пик от 501 505 тона през 2003 г. Впоследствие запасите показаха признаци на нестабилност и квотите бяха намалени, което доведе до спад на улова до 87 121 тона през 2010 г. Увеличен е броят на атлантическата скумрия, „Чудото на скумрията“. през 21 век, тъй като Атлантическият океан леко се затопли.

## Икономически споразумения и политики
Исландия става пълноправен член на Европейската асоциация за свободна търговия през 1970 г. и сключва споразумение за свободна търговия с Европейската общност през 1973 г. Съгласно споразумението за Европейско икономическо пространство, в сила от 1 януари 1994 г., има основно свободно трансгранично движение на капитали , труд, стоки и услуги между Исландия, Норвегия и страните от ЕС. Въпреки това, много от исландските политически партии продължават да се противопоставят на членството в ЕС, главно поради загрижеността на исландците относно загубата на контрол върху техните риболовни ресурси. Исландия също има двустранни споразумения за свободна търговия с няколко страни извън ЕИП. Най-мащабното от тях е Споразумението Хойвик между Исландия и Фарьорските острови, това споразумение отива дори по-далеч от споразумението за ЕИП, като установява свободна търговия със селскостопански продукти между нациите. Исландия има споразумение за свободна търговия с Мексико на 27 ноември 2000 г.

## Валутна и парична политика
Основна статия: Исландска крона
Валутата на Исландия е кроната (множествено число: krónur), емитирана изключително от Централната банка на Исландия от основаването на банката през 1961 г. Исландия е най-малката държава, която има собствена валута и парична политика.
През 70-те години петролните сътресения (енергийна криза от 1973 г. и 1979 г.) засегнаха Исландия тежко. Инфлацията се повиши до 43% през 1974 г. и 59% през 1980 г., като спадна до 15% през 1987 г., но се повиши до 30% през 1988 г. Исландия отбеляза умерено силен растеж на БВП (средно 3%) от 1995 до 2004 г. Растежът се забави между 2000 и 2002 г. , но икономиката се разшири с 4,3% през 2003 г. и нарасна с 6,2% през 2004 г. Растежът през 2005 г. надхвърли 6%. Инфлацията е средно само 1,5% от 1993 до 1994 г. и само 1,7% от 1994 до 1995 г. През 2006 г. тя  достига 8,6% с ниво от 6,9% към януари 2007 г.. Външният дълг нарасна до повече от пет пъти стойността на БВП на Исландия, а централната банка на Исландия повиши краткосрочните лихвени проценти до почти 15% през 2007 г. Поради падащата валута спрямо еврото и долара, през 2008 г. се спекулираше, че инфлацията е между 20 и 25%.

## Растеж
През 90-те години на миналия век икономиката на Исландия се диверсифицира в производствени и обслужващи индустрии и се наблюдават нови разработки в производството на софтуер, биотехнологиите и финансовите услуги. Туристическият сектор също се разраства, с последните тенденции в екотуризма и наблюдението на китове. През 2008 г. обаче исландската икономика навлезе в дълбока рецесия в съответствие с глобалната финансова криза. Въпреки че икономиката на Исландия нарасна с 3,3% през последното тримесечие на 2009 г., общото свиване на БВП през 2009 г. беше 6,5%, по-малко от 10%, първоначално прогнозирани от МВФ.